# Lasiorhynchites coeruleocephalus

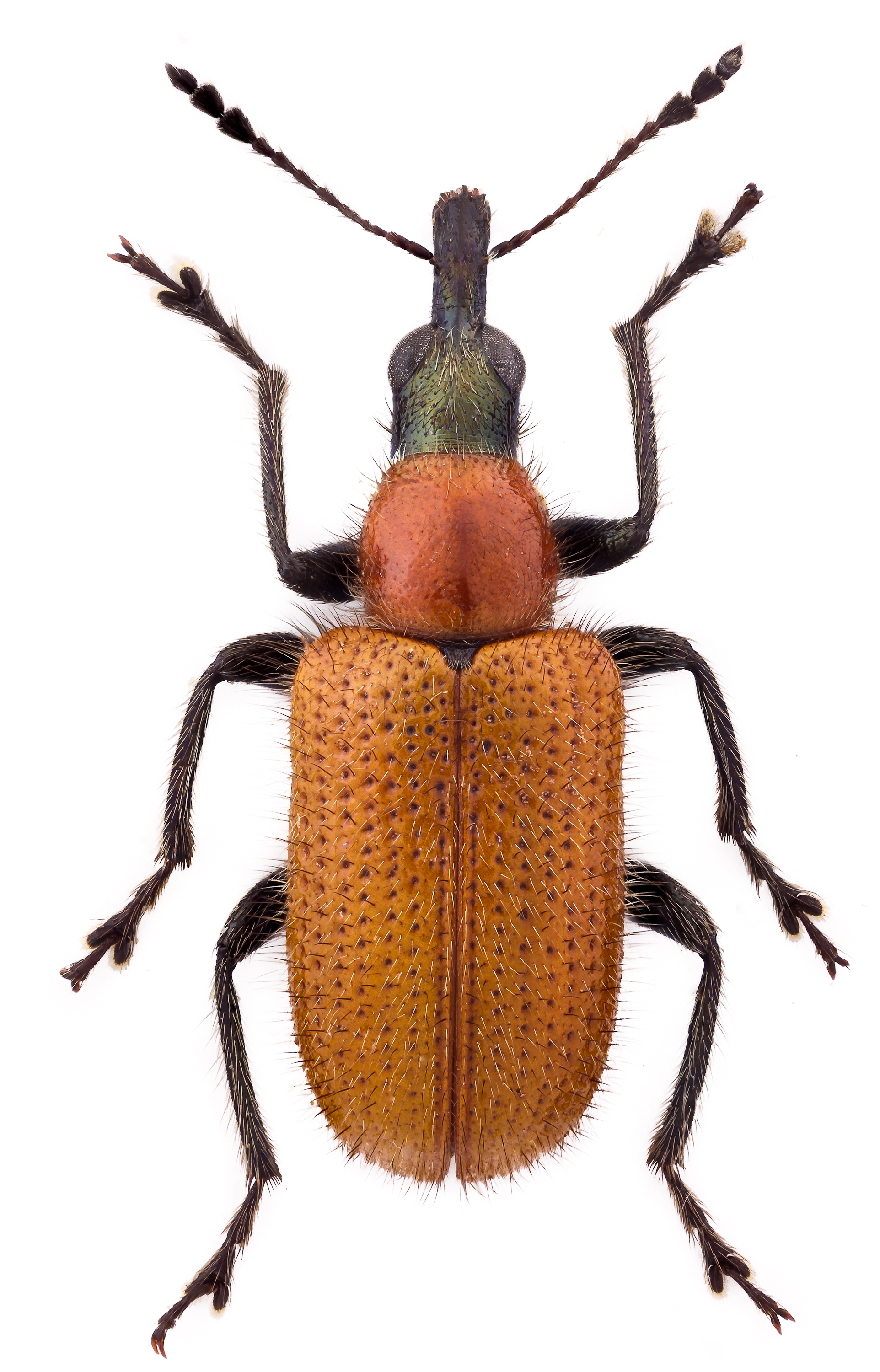
Präparat, Dorsalansicht

Lasiorhynchites coeruleocephalus ist ein Käfer aus der Familie der Blattroller (Attelabidae) und gehört hier zur Unterfamilie der Triebstecher (Rhynchitinae).

## Merkmale
Die Käfer haben eine Körperlänge von 4 bis 5,5 mm. Halsschild und Flügeldecken sind gelbrot, ansonsten sind sie metallisch dunkelblau oder grün gefärbt. Ihr Körper ist mit gelben abstehenden Haaren bedeckt. Der Kopf besitzt parallel verlaufende Schläfen. Der Rüssel (Rostrum) der Käfer ist gerade. Er ist bei den Männchen so lang wie der Halsschild, bei den Weibchen im Verhältnis länger. Über die Flügeldecken verlaufen grobe Punktstreifen. 

## Verbreitung
Die Art kommt in der westlichen Paläarktis vor. Ihr Vorkommen erstreckt sich über den westlichen Mittelmeerraum (Nordafrika, Spanien, Frankreich, Italien) und reicht über Mitteleuropa sowie Tschechien, Slowakei und Ungarn bis in die westliche Ukraine. Die nördliche Verbreitungsgrenze liegt in Holstein. In Mitteleuropa ist die Art mit Ausnahme der höheren Gebirge weit verbreitet.

## Lebensweise
Die Imagines beobachtet man von Mai bis September, häufig an Hänge- (Betula alba) und Moor-Birke (Betula pubescens), die zu ihren Nahrungspflanzen zählen. Die Larven minieren in toten Kiefernzweigen, insbesondere in denen der Waldkiefer (Pinus sylvestris). Dort überwintern sie auch. Die Larven verlassen im Frühjahr die Zweige und verpuppen sich im Boden.